# Saint-Lizier-du-Planté
Saint-Lizier-du-Planté este o comună în departamentul Gers din sudul Franței. În 2009 avea o populație de 123 de locuitori.

## Evoluția populației
| An        | 1975 | 1982 | 1990 | 1999 | 2006 | 2009 |
| --------- | ---- | ---- | ---- | ---- | ---- | ---- |
| Populație | 131  | 112  | 120  | 112  | 117  | 123  |